# Jezioro Dobrowieckie Wielkie
Jezioro Dobrowieckie Wielkie – jezioro o powierzchni 14,4 ha w województwie zachodniopomorskim, w powiecie białogardzkim, w gminie Tychowo. Średnia głębokość jeziora wynosi 12 m.
Jezioro moreny dennej. Nad jeziorem znajduje się kąpielisko niestrzeżone. Miejsce do biwakowania, miejsce postoju. 
W 1950 roku wprowadzono urzędowo nazwę Jezioro Dobróweckie Wielkie, zastępując poprzednią niemiecką nazwę jeziora – Grosser See. W 2006 roku Komisja Nazw Miejscowości i Obiektów Fizjograficznych w wykazie hydronimów przedstawiła nazwę Jezioro Dobrowieckie Wielkie.